# Гринчик-Струтинська Наталія Іванівна
Ната́лія Іва́нівна Гри́нчик-Струти́нська (*8 лютого 1959, Заболотне) — українська поетеса, педагог. Член Національної спілки письменників України (2005).

## Життєпис
Народилася 8 лютого 1959 року у с. Заболотне Крижопільського району Вінницької області у родині службовців. Закінчила Крижопільську школу № 1 (1977), з відзнакою — українське відділення філологічного факультету Вінницького педагогічного інституту (1981). Учителювала на Вінниччині у с. Рогинці Хмільницького району, с. Вербка Крижопільського району, з 1985 р. — у школі № 2 смт Крижопіль. Відмінник освіти України. Керівник літературно-творчого гуртка «Дивослово».

## Творчість[3]
Вірші почали друкуватися з 1975 р. Авторка поетичних збірок:
- Освідчення : поезії / Н.Струтинська. — Крижопіль, 1999. — 32 с.;
- Прогулянка під дощем : лірика / Н.Струтинська / ред. і автор передмови Н. Гнатюк. — Київ: Родина, 2000. — 79 с.

Друкувалася у колективних збірниках «Подільська пектораль» (2002), «З любов'ю в серці» (2003), «Миле серцю Поділля» (2006), антологіях «Квіт подільського слова» (2006, 2010) та ін.

Авторка кількох десятків пісень на музику композиторів Анатолія Кулика (Київ) та Ольги Янушкевич (Немирів).